# Мюнтер, Бальтазар
Мюнтер Бальтазар — (1735—1793 Balthasar Münter) — немецкий проповедник и поэт.
Был пастором в Копенгагене, издал два сборника «Geistliche Lieder» (Лейпциг, 1773) и «Историю обращения» (Bekehrungsgeschichte) графа Струензе, которого он напутствовал перед смертью в 1772 году.
Его дочь — известная писательница Фридерика Брун